# Nananthus vittatus
Nananthus vittatus es una  especie de planta suculenta perteneciente a la familia de las aizoáceas. Es originaria de Sudáfrica

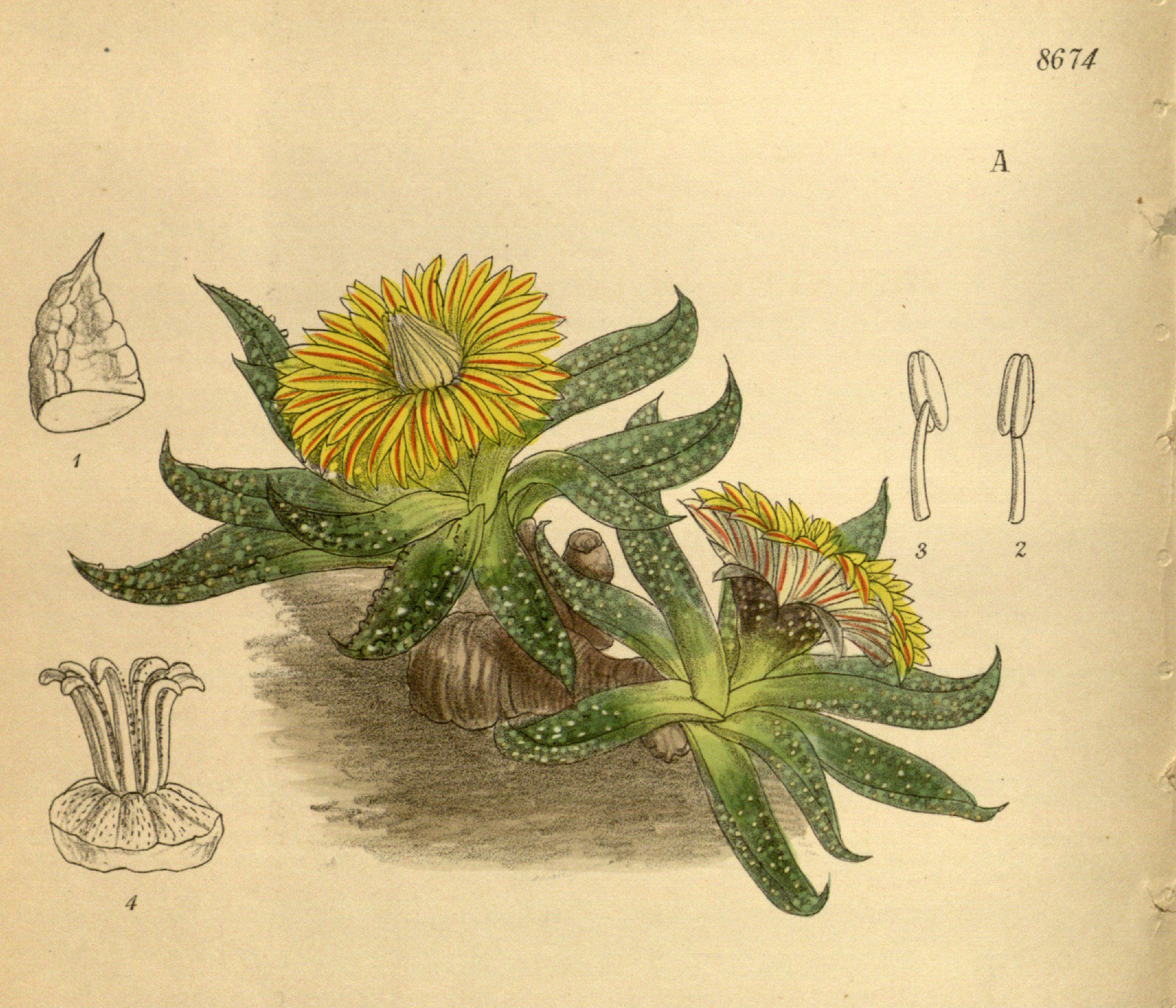
Ilustración

## Descripción
Es una pequeña planta suculenta perennifolia, con un tamaño de 10 cm de altura. Se encuentra  en Sudáfrica.

## Taxonomía
Nananthus vittatus fue descrita por   (N.E.Br.) Schwantes, y publicado en Garden Digest 77: 68. 1928.
Sinonimia
- Mesembryanthemum vittatum N.E.Br. (1876) basónimo
- Nananthus aloides var. striatus (L.Bolus) L.Bolus
- Aloinopsis aloides var. striatus L.Bolus (1930)
- Nananthus broomii (L.Bolus) L.Bolus
- Aloinopsis broomii L.Bolus (1935)
- Nananthus transvaalensis var. latus L.Bolus
- Nananthus transvaalensis var. transvaalensis
- Nananthus transvaalensis (Rolfe) L.Bolus
- Mesembryanthemum transvaalense Rolfe (1916)[2][3]